# Древнегреческий календарь
Древнегреческий календарь — лунно-солнечный календарь, использовавшийся в Древней Греции.

## Устройство

### Исходные предпосылки
Гемин в «Элементах астрономии» утверждает, что греки должны были приносить жертвы своим богам по обычаям предков.
Ведь по законам и указаниям оракулов жертвоприношения по заветам отцов совершались всеми эллинами так, что годы брались в согласии с Солнцем, а дни и месяцы — с Луной
Страх перед гневом богов требовал, чтобы жертвоприношения и другие богослужебные обряды совершались именно в те дни, в которые божества, по народному верованию, ожидали их, тем более, что в каждом месяце определённые дни были посвящаемы определённым божествам.
12 лунных месяцев содержат 354 дня 8 часов 48 минут 36 секунд, что меньше продолжительности солнечного года (365 дней 5 часов 48 минут 17,8 секунды) на 10 дней и 21 час без нескольких секунд.
Способы возможно точного согласования месяцев годов с солнечными годами в течение многих веков занимали греческих астрономов.

### Докалендарные времена
В древнейшие времена греки довольствовались, особенно в земледельческом быту, приблизительными определениями времени по восхождению и захождению небесных светил, состоянию растительности, перелёту птиц и т. п. признакам.
Так, Гесиод советует начинать жатву при восходе Плеяд, пахоту — при захождении их, или когда слышен будет крик журавлей.

### Развитие календаря
В развитии древнегреческого календаря выделяют, как минимум, три этапа:
- до Солона;
- после Солона (примерно с 590 года до н. э.);
- после Метона (примерно с 430 года до н. э.).

### До Солона

#### Год
По некоторым данным, первоначально древние греки начинали свой год около зимнего солнцестояния. Потом его начало было перенесено на летнее солнцестояние (так как в это время обычно происходили собрания, на которых избирались должностные лица).

#### Состав лет
Годы состояли из 12 лунных месяцев по 29 и 30 дней — всего в году было 354 дня — со вставкой, примерно раз в 3 года, дополнительного месяца.

#### Месяц
Первоначально, подобно римлянам, греки использовали лунные месяцы. Первым днём месяца был тот, вечером которого всходила новая луна. Так как от одного новолуния до другого проходило 29 дней и, приблизительно, 13 часов, то 30-дневные месяцы (πλήρειξ) чередовались с 29-дневными (χοίλοι).
Каждый день месяца древние греки чествовали одного или нескольких богов, которым был посвящён этот день. В Афинах первый и последний дни каждого месяца посвящались Гекате. Первый день месяца посвящался также Аполлону и Гермесу. Третий, тринадцатый и двадцать третий дни — Афине. Три последних дня каждого месяца считались несчастливыми, они посвящались подземным богам.

##### Дни месяца и праздники
| Фаза Луны | День | Название дня               | Праздник или другое событие |
| --------- | ---- | -------------------------- | --------------------------- |
|           | 1    | Неомения — день новой луны | Праздник новолуния          |
|           | 2    | 2-й день растущей луны     |                             |
|           | 3    | 3-й день растущей луны     |                             |
|           | 4    | 4-й день растущей луны     |                             |
|           | 5    | 5-й день растущей луны     |                             |
|           | 6    | 6-й день растущей луны     |                             |
|           | 7    | 7-й день растущей луны     |                             |
|           | 8    | 8-й день растущей луны     |                             |
|           | 9    | 9-й день растущей луны     |                             |
|           | 10   | 10-й день растущей луны    |                             |
|           | 11   | 11-й день                  |                             |
|           | 12   | 12-й день                  |                             |
|           | 13   | 13-й день                  |                             |
|           | 14   | 14-й день                  |                             |
|           | 15   | 15-й день                  |                             |
|           | 16   | 16-й день                  |                             |
|           | 17   | 17-й день                  |                             |
|           | 18   | 18-й день                  |                             |
|           | 19   | 19-й день                  |                             |
|           | 20   | 20-й день                  |                             |
|           | 21   | 10-й день падающей луны    |                             |
|           | 22   | 9-й день падающей луны     |                             |
|           | 23   | 8-й день падающей луны     |                             |
|           | 24   | 7-й день падающей луны     |                             |
|           | 25   | 6-й день падающей луным    |                             |
|           | 26   | 5-й день падающей луны     |                             |
|           | 27   | 4-й день падающей луны     |                             |
|           | 28   | 3-й день падающей луны     |                             |
|           | 29   | 2-й день падающей луны     |                             |
|           | 30   | «Старый и новый день»      | Геката                      |

#### Декады
Ещё Гесиод упоминал, что дни месяца делились на три декады. Первые 10 дней назывались просто «первый», «второй» и т. д. до «десятый». Кроме того, первый день месяца назывался νουμηνία, день новолуния, и был посвящён Гекате и Аполлону. 9 следующих назывались «первым после десяти», «вторым после десяти» и т. д. до «девятый после десяти». Последние дни месяца считались в обратном порядке: «девятый от конца месяца», «восьмой от конца месяца» и т. д. до «третий день от конца месяца», «предпоследний день месяца» и «последний день месяца». 30-й день месяца имел дополнительное название «старый и новый», предыдущий перед ним (29-й в 30-дневном месяце) — дополнительное название «предваряющий». В месяце, состоящем из 29 дней — «предваряющий» день отсутствовал.

#### Сутки
Началом суток, как у всех народов, деливших время по фазам луны, считался вечер.

### После Солона
По мере упорядочения календаря был введён восьмилетний цикл (октаэтериды), в котором месяц вставлялся в 3-м, 5-м и 8-м году (в Афинах его введение приписывают Солону в 594 году до н. э.).

### После Метона
В 432 году до н. э. астроном Метон предложил более точный 19-летний цикл с семью вставными месяцами, но этот цикл входил в употребление медленно и так до конца и не прижился.

### Попытки усовершенствовать
В 330 году до н. э. астроном Каллипп, друг Аристотеля, обнародовал цикл из 76 лет, состоявший собственно из четырёх Метоновых циклов, по истечении которых нужно было пропускать (не считать) один день.
Ещё более точный способ уравнения был предложен около 126 года до н. э. астрономом Гиппархом: его цикл состоит из 304 лет и относится к Каллипповскому так же, как последний к Метоновскому, то есть представляет собой не что иное, как четыре Каллипповских цикла, по истечении которых следовало пропускать один день.

### Олимпийская эра
Олимпиады в календарном смысле — четырёхлетние интервалы между греческими спортивными состязаниями, проводившимися в Олимпии. Они использовались в древнегреческом летосчислении. Олимпийские игры устраивали в дни первого полнолуния после летнего солнцестояния, в месяце гекатомбейоне, что соответствует современному июлю. Согласно вычислениям, первые Олимпийские игры состоялись 17 июля 776 года до н. э.. В то время использовали лунный календарь с добавочными месяцами цикла Метона. В IV веке нашей эры император Феодосий отменил Олимпийские игры, и в 392 году Олимпиады были заменены римскими индиктами.

## Применение
В каждом городе был свой календарь, с собственными названиями месяцев, причём названия нередко образовывались от праздников, в этом месяце справлявшихся.
Теоретически месяц должен был начинаться в новолуние, но практически это выходило далеко не всегда, так что приходилось различать «гражданское новолуние» и «лунное новолуние».
Начало года тоже было различным: по афинскому календарю год начинался в первое новолуние после летнего солнцестояния, по беотийскому, использовавшемуся в Фивах — после зимнего солнцестояния (то есть примерно совпадало с юлианским календарём), в Спарте — после осеннего равноденствия, в Мегариде — после весеннего равноденствия.
Можно предполагать, что первоначально у эллинов было четыре разных календаря: эолический, северо-дорический, южно-дорический и ионический, и что из этих прототипов путём постепенных изменений названий месяцев развились местные календари племён и государств, которые в разные исторические времена были чрезвычайно разнообразны.

## Названия месяцев
Названия месяцев происходили обычно от названий празднеств, отмечавшихся в соответствующем месяце.
Ниже даётся список греческих месяцев по Э. Бикерману; в списке последовательность месяцев соотнесена с афинской (то есть все списки начинаются с месяца, следующего за летним солнцестоянием); первый месяц года обозначается цифрой I; месяц, удваивавшийся для согласования с солнечным годом — звёздочкой (*).

### Афины
1. Гекатомбеон — июль — август
2. Метагейтнион — август — сентябрь
3. Боэдромион — сентябрь — октябрь
4. Пианопсион — октябрь — ноябрь
5. Мемактерион — ноябрь — декабрь
6. Посейдеон — декабрь — январь
7. Гамелион — январь — февраль
8. Антестерион — февраль — март
9. Элафеболион — март — апрель
10. Мунихион — апрель — май
11. Таргелион — май — июнь
12. Скирофорион — июнь — июль

Афинским календарём пользовались греческие астрономы.

### Дилос
- I Гекатомбеон (июль — август)
- Метагейтнион (август — сентябрь)
- Буфонион (сентябрь — октябрь)
- Апатурион (октябрь — ноябрь)
- Аресион (ноябрь — декабрь)
- Посейдеон (декабрь — январь)
- Ленейон (январь — февраль)
- Иерос (февраль — март)
- Галаксион (март — апрель)
- Артемисион (апрель — май)
- Таргелион (май — июнь)
- Панамос* (июнь — июль)

### Милет
- Панемос
- Метагейтнион
- Боэдромион
- Пианопсион
- Апатурион
- Посидеон
- Ленеон
- Антестерион
- I. Артемисион
- Тауреон
- Таргелион
- Каламайон

### Дельфы
- I. Апеллай
- Букатий
- Боат
- Хераий
- Диадофорий
- Поетропий*
- Амалий
- Бисий
- Теоксений
- Эндиспоэтропий
- Гераклий
- Илай

### Этолия
- Лапарий
- Панамос (Πάνᾱμος)
- I. Прококлий
- Атанаий
- Букатий
- Диос*
- Евсей
- Хомолой
- Гермей
- Дионисий
- Агией
- Гипподромий

### Фессалия
- Филлик
- I. Итоний
- Панемос
- Темистий
- Агагилий
- Гермей
- Аполлоний*
- Лесхонарий
- Априос
- Тисий
- Гомолий
- Гипподромий

### Беотия
- Гипподромий
- Панамос
- Памбоетий
- Даматрий
- Алакомений*
- I. Букатий
- Гермей
- Простатерий
- Агриоеий
- Тиоий
- Гомолой
- Тейлутий

### Родос
- Панам
- Карней
- Далий
- I. Тесмофорий
- Диостий
- Теудесий
- Педагейтний
- Бадромий
- Сминтий
- Артамитий
- Аграиний
- Гиакинтий

### Эпидавр
- I.Азосий
- Карней
- Проратий
- Гермей
- Гамос
- Телос
- Посидоний
- Артамитий
- Агрианий
- Панам
- Киклий
- Апеллай

### Кос
- Панам
- Далий
- Алсей
- I. Карней
- Теудесий
- Петиагейтний
- Кафисий
- Бадромий
- Герастий
- Артамитий
- Агрианий
- Гиакинтий

### Македония
- Лой
- Горпай
- Гиперборетай
- I. Диос
- Апеллайос
- Ауднайос
- Феритий
- Дистрос (Дистр[23])
- Ксандик
- Артемисий
- Дайсий
- Панем

Македонский календарь получил широкое распространение на Востоке, после завоеваний Александра Македонского.

### Сводная таблица
| Соответствуют совр. | Афины         | Дилос         | Милет         | Дельфы         | Этолия       | Фессалия    | Беотия      | Родос         | Эпидавр   | Кос          | Македония    |
| ------------------- | ------------- | ------------- | ------------- | -------------- | ------------ | ----------- | ----------- | ------------- | --------- | ------------ | ------------ |
| июль — август       | I Гекатомбеон | I Гекатомбеон | Панемос       | I. Апеллай     | Лапарий      | Филлик      | Гипподромий | Панам         | I.Азосий  | Панам        | Лой          |
| август — сентябрь   | Метагейтнион  | Метагейтнион  | Метагейтнион  | Букатий        | Паамос       | I. Итоний   | Панамос     | Карней        | Карней    | Далий        | Горпай       |
| сентябрь — октябрь  | Боэдромион    | Буфонион      | Боэдромион    | Боат           | I. Прококлий | Панемос     | Памбоетий   | Далий         | Проратий  | Алсей        | Гиперборетай |
| октябрь — ноябрь    | Пианопсион    | Апатурион     | Пианопсион    | Хераий         | Атанаий      | Темистий    | Даматрий    | I. Тесмофорий | Гермей    | I. Карней    | I. Диос      |
| ноябрь — декабрь    | Мемактерион   | Аресион       | Апатурион     | Диадофорий     | Букатий      | Агагилий    | Алакомений* | Диостий       | Гамос     | Теудесий     | Апеллайос    |
| декабрь — январь    | Посейдеон*    | Посейдеон     | Посидеон      | Поетропий*     | Диос*        | Гермей      | I. Букатий  | Теудесий      | Телос     | Петиагейтний | Ауднайос     |
| январь — февраль    | Гамелион      | Ленейон       | Ленеон        | Амалий         | Евсей        | Аполлоний*  | Гермей      | Педагейтний   | Посидоний | Кафисий      | Феритий      |
| февраль — март      | Антестерион   | Иерос         | Антестерион   | Бисий          | Хомолой      | Лесхонарий  | Простатерий | Бадромий      | Артамитий | Бадромий     | Дистрос      |
| март — апрель       | Элафеболион   | Галаксион     | I. Артемисион | Теоксений      | Гермей       | Априос      | Агриоеий    | Сминтий       | Агрианий  | Герастий     | Ксандик      |
| апрель — май        | Мунихион      | Артемисион    | Тауреон       | Эндиспоэтропий | Дионисий     | Тисий       | Тиоий       | Артамитий     | Панам     | Артамитий    | Артемисий    |
| май — июнь          | Таргелион     | Таргелион     | Таргелион     | Гераклий       | Агией        | Гомолий     | Гомолой     | Аграиний      | Киклий    | Агрианий     | Дайсий       |
| июнь — июль         | Скирофорион   | Панамос*      | Каламайон     | Илай           | Гипподромий  | Гипподромий | Тейлутий    | Гиакинтий     | Апеллай   | Гиакинтий    | Панем        |

### Упоминания месяцев в античных источниках
- Иранский мухаддис, собиратель хаддисов, автор труда «Сунан Абу Дауд» Абу Дауд (817—888) упоминает «греческий месяц Аяр» (примерно соответствующий маю)[24].

### Комментарии
1. 1 2 3 4 5 6 7 8 9  Если в месяце было 29 дней
2. ↑  Если в месяце 29 дней, то 29-й день пропускался
3. ↑  В последний день месяца, даже если в месяце было 29 дней